# Calochortus amoenus
Calochortus amoenus är en liljeväxtart som beskrevs av Edward Lee Greene. Calochortus amoenus ingår i släktet Calochortus och familjen liljeväxter. Inga underarter finns listade.